# Bram van Erkel
Bram van Erkel (Rotterdam, 24 juli 1932) is een Nederlands voormalig regisseur die bij de AVRO, KRO, NCRV en VARA uiteenlopende televisieseries regisseerde.

## Loopbaan
Bram van Erkel doorliep de kweekschool en was daar klasgenoot van Koos Postema. In 1960 begon Van Erkel als regisseur bij de AVRO. Vanaf 1968 werkte hij bij de KRO mee aan series als Oebele, Q & Q en Duel in de diepte. Van 1971 tot 1982 presenteerde hij Klassewerk bij de KRO. Tussen 1978 en 1997 werkte hij voor de NCRV, waar hij onder andere series als Het wassende water, De zomer van '45 en In naam der koningin regisseerde.
- International Standard Name Identifier: 0000 0003 8891 5186
- Nederlandse Thesaurus van Auteursnamen: 07233195X
- Virtual International Authority File: 282197001
- WorldCat: E39PBJgX9gv3wvWFbF3xTbkbh3